# Дополнительный след
Дополнительный след (азерб. Əlavə iz) — советский детективный фильм с элементами криминала 1981 года производства киностудии Азербайджанфильм.

## Сюжет
В своей квартире была убита молодая девушка. На место убийства приезжает следователь прокуратуры Бабаев, инспектор Якубов и сотрудница милиции Наргиз, они займутся расследованием этого убийства и найдут виновника преступления. Фильм коснулся серьёзных социально-нравственных проблем.

## Создатели фильма

### В ролях
- Шахмар Алекперов — следователь Бабаев
- Расим Балаев — Назим
- Динара Сеидова — Наргиз
- Виктор Демерташ — инспектор милиции Якубов
- Гамлет Ханызаде — Маликов
- Тофик Мирзоев — Алик
- Лариса Халафова — Валя
- Явер Рзаев — Вагиф
- Маяк Керимов — Тагиев
- Гасан Турабов — Али
- Сафура Ибрагимова — Лейла
- Офелия Мамедзаде — Кнарик
- Вагиф Гасанов — Сесе
- Валид Велиев — Карибов
- Таниля Ахмерова — Багирова

#### В эпизодах
- Д. Алавердов
- С. Алескеров
- Мазаир Джалилов
- Н. Зейналов
- А. Мамедзаде
- Афрасияб Мамедов
- Фмкрет Мамедов
- Мухтар Маниев
- Зили Намазов
- А. Петросова
- Р. Разиев
- Б. Тарханов
- М. Эфендиев